# 高橋わたる
高橋 わたる（たかはし わたる、1942年8月29日 - 2016年4月14日）は、日本の漫画家。群馬県富岡市出身。血液型はA型で、本名は高橋 亘。

## 経歴
1966年、『音無くん』が講談社新人賞を受賞しデビュー。主に青年漫画、麻雀漫画、ゴルフ漫画などで活動。本名名義で活動していたこともあった。
晩年は出身地、群馬県富岡市で静かに暮らしていた。

## 主な作品

### 高橋わたる名義
- 青春をぶっつけろ（若木書房）
- マウンドの狼（作：神保史郎、朝日ソノラマ）
- おとこ旅（作：牛次郎、週刊漫画ジョー、廣済堂）
- 青春あばれ旅（作：神保史郎、壱番館書房）
- 麻雀おとこ旅（劇画オール麻雀、壱番館書房）
- 天牌先生（作：高本公夫、別冊近代麻雀、竹書房）
- 新おとこ旅（壱番館書房）
- GOLFレッスンコミック（秋田書店）
- 旗そばイッキ（作：中原まこと、廣済堂）
- 勝ちたい一心（廣済堂）
- GOLFレッスンまんが（秋田書店）
- 吉川なよ子のときめきレッスン（白泉社）
- 雀豪教師（作：高本公夫、桃園書房）
- 麻雀風雲児タケシ（作：吉田幸彦、劇画ザ・タウン、徳間書店）
- まんが版トッププロのレッスンGOLF（秋田書店）
- まんがでわかる悪質商法110番（集英社）
- ふうらい刑事（作：吉田悠二郎、日本文芸社）
- いただき了然（作：牛次郎、別冊漫画ゴラク、日本文芸社）
- 名人井出洋介のまんが麻雀教室（作：井出洋介、日本文芸社）
- 鈴木弘一のゴルフまんがでレッスン（指導：鈴木弘一、画：西岡たかし、日本文芸社）
- 密竜の門（作：牛次郎、月刊少年ガンガン、エニックス）
- 支配人びんびん物語（作：中原まこと、コミックパーゴルフ、学習研究社）
- 劇画ジャンボ軍団（作：三田村昌鳳、ゴルフレッスンコミック、日本文芸社）
- ドクター7（作：寺島優、ガッツゴルフ、徳間書店）
- 幻の栄光（作：新橋遊吉、週刊少年マガジン、講談社）

### 高橋亘名義
- ニセガク無宿（作：神保史郎、週刊漫画ゴラク、日本文芸社）
- 夕焼けのブルース（作：神保史郎、週刊漫画ゴラク増刊、日本文芸社）
- 男でござんす（作：神保史郎、週刊漫画ゴラク、日本文芸社）
- 極道室長（平凡パンチ臨時増刊、平凡出版）
- からっ風おんな（漫画キック増刊、一水社）※大陸書房版もあり
- 虹の伝説（作：神保史郎、週刊漫画ゴラク、日本文芸社）
- 三ン下（作：史村翔、週刊漫画ゴラク、日本文芸社）

## アシスタント
- 竜崎遼児